# Költségcsökkentés
A költségcsökkentés a vállalatok által alkalmazott folyamat, melynek célja a költségek csökkentése és a nyereség növelése, vagy csökkentett bevétel körülményeinek kezelése.  Egy vállalat szolgáltatásait vagy termékeitől függően változhatnak a stratégiák. Minden döntés, ami a termékfejlesztés folyamatában születik, befolyásolja a költségeket: a tervezés általában egy projekt végső költségének 70–80%-át teszi ki, mint például egy mérnöki projekt vagy egy épület építése. A közszférában a költségcsökkentési programokat a bevételek csökkentésére vagy az adósságszint csökkentésére lehet alkalmazni.

## Fontosság
A vállalatok általában új terméket indítanak útjára anélkül, hogy túlzottan hangsúlyt fektetnének a költségekre. A költségek akkor válnak fontosabbá, ha fokozódik a verseny, és az ár megkülönböztető tényezővé válik a piacon. Gyakran vitatják a költségcsökkentés fontosságát más stratégiai üzleti célokhoz képest.

## Példák költségcsökkentési stratégiákra és programokra

### Kereskedelmi vállalkozások
- Szállítók konszolidációja : lásd a repülőipari gyártóipar példáit
- Alkatrész-konszolidáció
- Olcsó országos beszerzés
- Árajánlatkérés (RFQ)
- Szállítói költségbontás elemzése
- Funkció költségelemzés / Értékelemzés / Értéktervezés
- Tervezés gyártáshoz / Tervezés összeszereléshez
- Fordított költségszámítás
- Költséghajtó elemzés
- Tevékenység alapú költségszámítás (ABC), amely az egyes termékek és szolgáltatások előállítása és szállítása során végzett minden tevékenység költségét rendeli hozzá az egyes tevékenységek tényleges fogyasztása szerint, beleértve a rezsi egy részét is. Peter Turney egy 1989-es cikkében megvizsgálja az ABC szerepét a gyártási kiválóság elérésében, valamint az e cél érdekében dolgozó menedzserek termékköltség-információit.[5]
- Termék -benchmarking
- Versenytárs benchmarking
- Tervezés költségre
- Tervező műhelyek beszállítókkal
- Félköltség-stratégiák: ambiciózus stratégiák, amelyek célja, hogy bizonyos termelési folyamatok vagy értéknövelési szakaszok költségeit a korábbi költség 1/N-ára csökkentsék.[6]

### Állami szektor
A közszféra kiadásainak áttekintése során a kiadások csökkentésének általános célját lehet meghatározni: például az Egyesült Királyságban a 2010-es kiadási felülvizsgálat a közkiadások 81 milliárd GBP-s csökkentését várta a négyéves költségvetési tervezési időszak alatt. Ahhoz, hogy megfeleljenek a jelentős kiadáscsökkentés kihívásainak, a kormányzati osztályoknak azt várják el, hogy mérlegeljék, hogyan lehet "a költségeket kiiktatni az üzletből", és ne csak egyszerűen szolgáltatásokat vágjanak vissza. Az egyik fő elvárás a kormányzati osztályoktól a költségek csökkentése érdekében a "adatvezérelt megközelítés", azaz biztosítani, hogy a részlegek munkatársai "jól ismerik az üzletükben a költségek eloszlását és profilját".
A beszerzési tevékenységek centralizálása kiemelt fontosságú költségcsökkentési stratégiaként szerepel a közszektorban. :6
Scott Brown és munkatársai, a "Kiválóság az üzleti életben" szerzői megjegyzik, hogy a legtöbb esetben a költségcsökkentés sikeres megközelítése, amely fenntartja a szolgáltatás minőségét, "a rendszergondolkodás elvein alapuló megközelítés középpontjában áll": az az egész szolgáltatást, annak célját és céljait. Az általuk szorgalmazott „Útvonaltérképet a változásért” Kent Megyei Tanács hatékonyan használta az autópálya-karbantartási szerződésükhöz, míg a különböző hadihajók és repülőszázadok kivonása az Egyesült Királyság 2010-es Stratégiai Védelmi Felülvizsgálata után jó példája egy stratégiai opció értékelésének.

## Fordítás
Ez a szócikk részben vagy egészben  a   Cost reduction című angol Wikipédia-szócikk ezen változatának fordításán alapul.  Az eredeti cikk szerkesztőit annak laptörténete sorolja fel. Ez a jelzés csupán a megfogalmazás eredetét és a szerzői jogokat jelzi, nem szolgál a cikkben szereplő információk forrásmegjelöléseként.

## További irodalom
- Barrett R. Crane. „Cycle time & cost reduction in a low volume manufacturing environment”. MIT DSpace.
- Apichart Jearasatit. „Using a total landed cost model to foster global logistics strategy in the electronics industry”. MIT DSpace.
- Bryan K. Parks. „Cost and lead time reduction in the manufacture of injection molding tools”. MIT DSpace.